# Авалишвили, Зураб Давидович
Зура́б Дави́дович Авалишви́ли (груз. ზურაბ დავითის ძე ავალიშვილი; 1876 год, Тифлис — 21 мая 1944 года, Шварценфельд, нацистская Германия) — грузинский историк, дипломат и юрист, служивший при Грузинской Демократической Республике.

## Биография
Зураб Авалишвили родился в 1876 году в Тифлисе, представитель княжеского рода Авалишвили.
В 1900 году окончил Санкт-Петербургский университет с золотой медалью и степенью в юриспруденции, дальнейшее образование продолжил в Сорбонне в 1901—1903 годах. В 1917 году Авалишвили был избран в учредительное собрание, однако он предложил свои услуги Грузинской Демократической Республике. После возвращения в Грузию в 1918 году Авалишвили стал главным советником по иностранным делам.
В то же время Авалишвили принял участие в создании открытого в феврале 1918 года Грузинсского государственного университета, в котором преподавал в 1918—1921 годах.
Получивший юридическое образование, Зураб Авалишвили внёс значительный вклад в создании конституции Грузии. Как главный дипломат Грузии, Авалишвили добился установления близких отношений с Германией, что привело к признанию последней суверенитета Грузинской Демократической Республики. Авалишвили представлял Грузию на мирной конференции в Париже в 1919 году, где отстоял исконную принадлежность земель Западной Грузии Грузинской Демократической Республике и выступил против разделения области Батуми на три части и объявления города Батуми свободным городом, которым могли бы пользоваться все страны под контролем Лиги наций.
После советизации Грузии Авалишвили эмигрировал в Германию, где стал одним из основателей Грузинской Ассоциации в Германии, работал в редакциях журналов Георгика и Бизантион. Написал множество статей о Кавказе, истории и литературе Грузии, дипломатии и многом другом.
Скончался в 1944 году в немецком городе Шварценфельд. В мае 1993 года его останки были возвращены в Грузию и захоронены в Дидубийском пантеоне государственных и общественных деятелей в Тбилиси.

## Произведения
- Авалов З. Д. Присоединение Грузии к России. — СПб.: Тип. А. С. Суворина, 1901. на сайте Руниверс (Repr. New York: Chalidze Publications, 1981)
- Авалов Зураб. Областные сеймы (федерализм. Отт. из кн. «Конституционное государство». Сб. ст. Изд. I. СПБ. 1905, с. 273—312
- Авалов Зураб. Независимость Грузии в международной политике 1918—1921 гг.: Воспоминания. Очерки. — Париж, 1924
- ზ. ავალიშვილი, ჯვაროსანთა დროიდან (ოთხი საისტორიო ნარკვევი), პარიზი, 1929 (მე-2 გამ. თბ., 1989)
- ზურაბ ავალიშვილი, სოციალისტური პროპაგანდის წარმატება საქართველოში / ზურაბ ავალიშვილი ; თარგმნ. დ. აბაშიძემ // ჩვენი მწერლობა. — თბილისი, 2008. — აგვისტო. — N16(68). — გვ.2—4
- ზურაბ ავალიშვილი, «საქართველოს დამოუკიდებლობის» წინასიტყვაობა: ერი და ბედისწერა; ინგლ. თარგმნა დ. აბაშიძემ // ჩვენი მწერლობა. — თბილისი, 2009. — ISSN: 1987-7730